# Линднер, Эдвин
Эдвин Линднер (нем. Edwin Lindner; 29 октября 1884, Брно — 4 мая 1935, Берлин) — немецкий дирижёр.
Начал учиться музыке в своём родном городе у Генриха Яноха. По окончании гимназии отправился изучать право в Вену, однако затем всё же решил посвятить себя музыке. Занимался в Вене под руководством Германа Греденера, затем учился в Лейпцигской консерватории у Альфреда Рейзенауэра (фортепиано) и Артура Никиша (дирижирование). Работал как пианист и дирижёр в Бельгии и Нидерландах, в 1913 г. обосновался в Дрездене. Руководил различными певческими академиями.
В 1915—1923 гг. главный дирижёр Дрезденского филармонического оркестра. Поднял оркестр на новый уровень качества, с самого начала каденции приглашал ведущих солистов (одной из первых выступила с Линднером Тереса Карреньо), осуществил ряд премьер (в том числе симфонии Доры Пеячевич, 1920).
Затем перебрался в Берлин, где в конечном итоге занял пост главного дирижёра Берлинского радиовещания.
Умер от последствий неудачной медицинской операции.